# Рубильные машины
Рубильная (рубительная), дробильная машина — агрегат для измельчения древесины. Как правило, используется для уборки обочин дорог, ЛЭП, садов и парковых служб, переработки некондиционной древесины на деревоперерабатывающих производствах, а также для подготовки технологической щепы для производства древесных плит.
Основные типы рубильных машин:
- Дисковые
- Барабанные
- Роторные.

Выпускаются рубительные машины со следующими типами приводов:

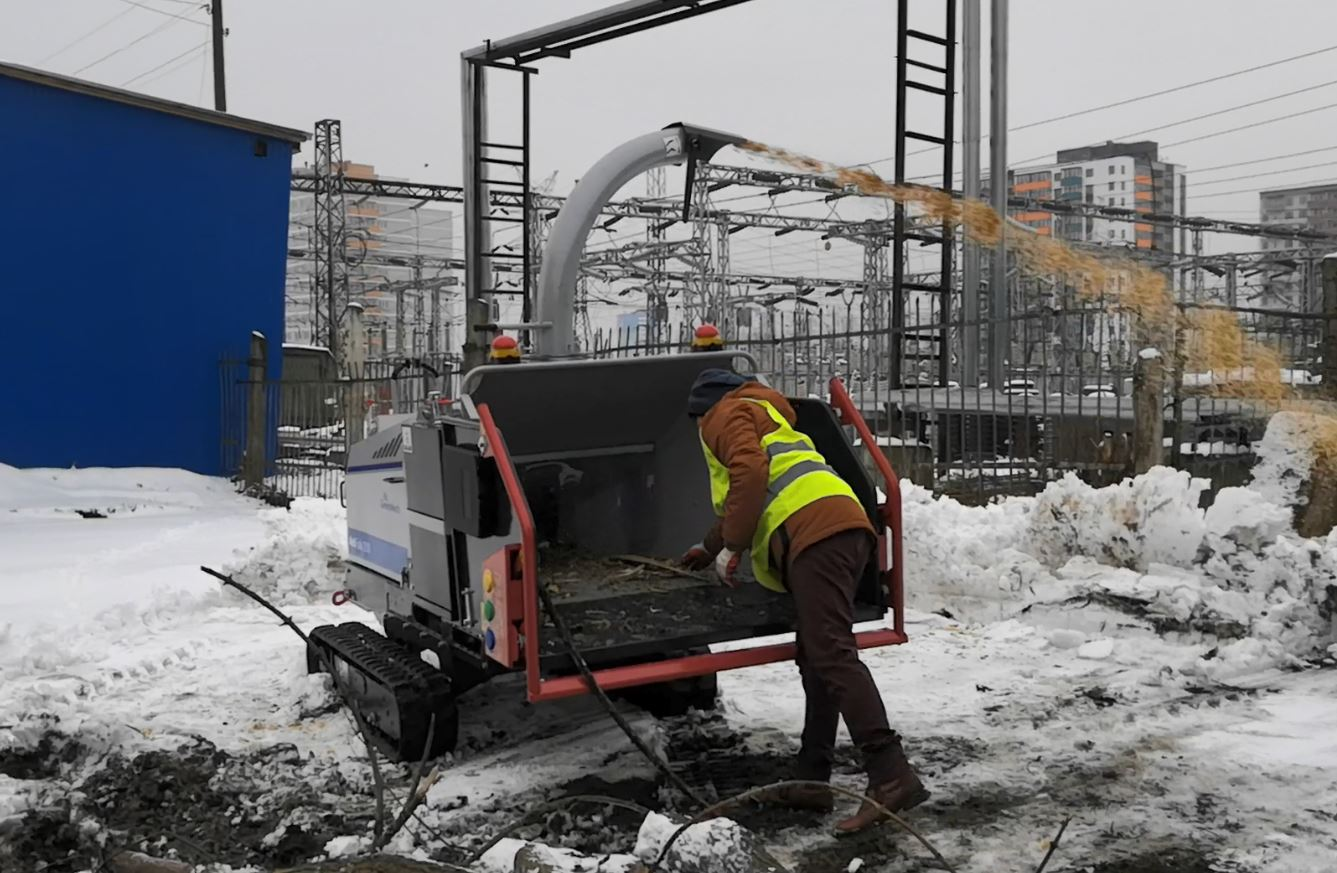
автономная рубительная машина

- Привод от ВОМ или гидравлической системы трактора
- Привод от электродвигателя
- Привод от собственного двигателя (как правило, бензинового или дизельного).

## Дисковые рубильные машины

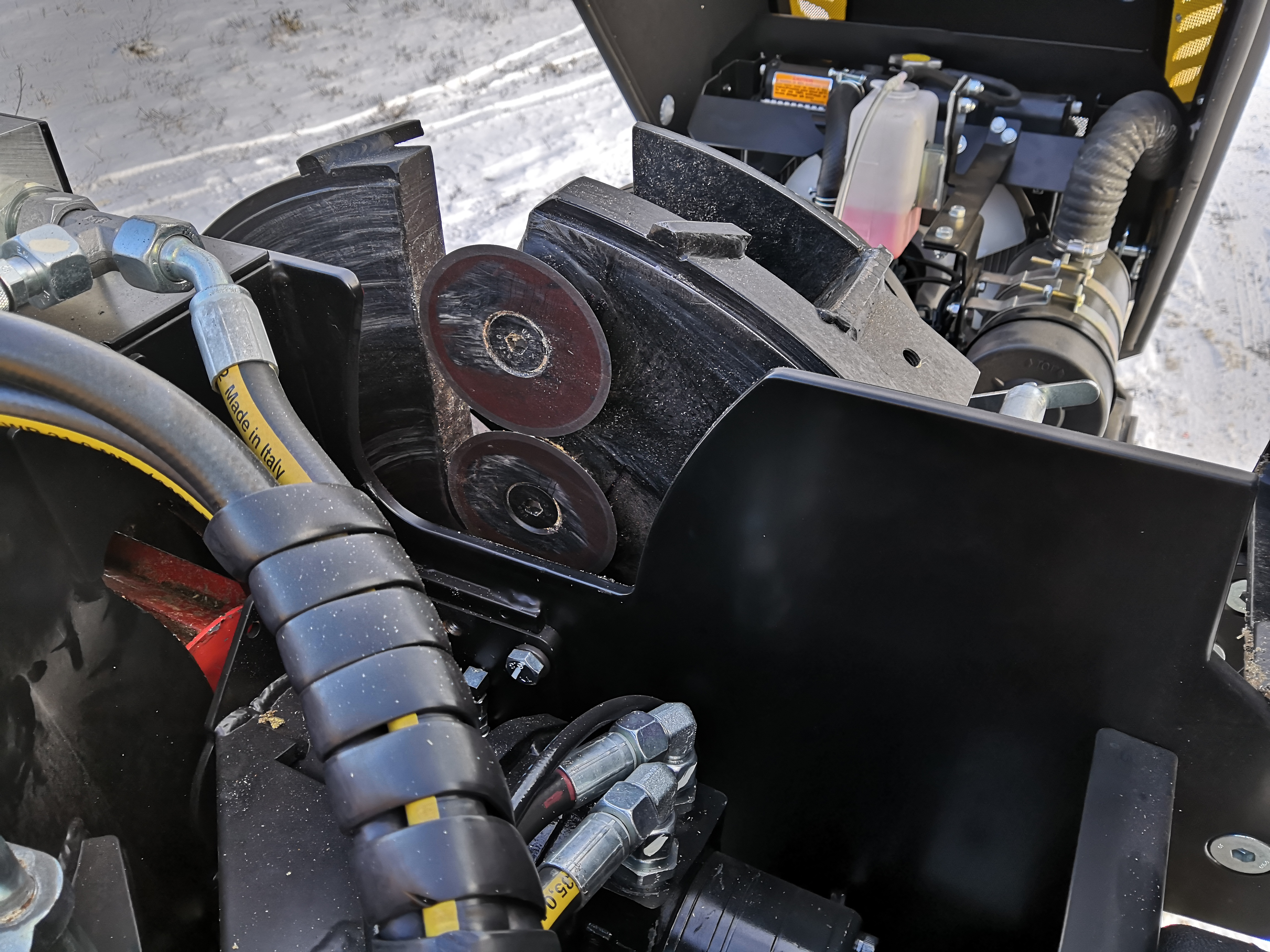
рубящий диск дробилки древесины

Самый простой тип машин. Предназначены для измельчения ветвей, горбыля, древесины небольших диаметров (как правило, до 16-25 см). Рабочий орган — одинарный либо двойной стальной диск диаметром 60-100 см. На ножевом диске устанавливается (в зависимости от модели) 2-4 ножа, которые устанавливаются в ножевые карманы. Некоторые модели машин требуют установки двух ножей в один ножевой карман. Сырье подается вручную либо при помощи гидравлической подачи. При ручной подаче сырья древесина попадает под нож и перерабатывается благодаря эффекту самозатягивания. Данные машины являются наиболее бюджетными. Обладают наименьшей производительностью. Встречаются в основном машины с приводом от трактора либо от электродвигателя. Машины с приводом от трактора устанавливаются на трехточечное навесное устройство трактора, привод диска осуществляется от ВОМ трактора через кардан. Машины с приводом от электродвигателя приводятся в действие через карданный вал либо через клиноременную передачу.

### Гидравлическая подача.
Для более удобной подачи сырья, а также лучшего качества щепы, используется гидравлическая подача. Представляет из себя один либо два вращающихся ролика, приводимых в действие гидромоторами. При этом машины либо используют гидравлику трактора, либо оснащены собственной гидросистемой. Привод машин с собственной гидросистемой выполняется от вала ножевого диска через клиноременную передачу.

### Система No-Stress
Ряд рубильных машин оснащается системой No-Stress. Предназначена для защиты машины от застревания древесины. Принцип работы системы следующий. Система отслеживает частоту вращения ножевого диска. Если машина не справляется с бревном и начинает затыкаться, падают обороты диска. В случае падения оборотов ниже установленного значения подающие ролики останавливаются. После того, как машина наберет достаточные обороты, подача сырья возобновляется. Как правило, время работы No-stress — несколько секунд. На ряде машин частоту вращения диска, при которой срабатывает No-stress, возможно регулировать.

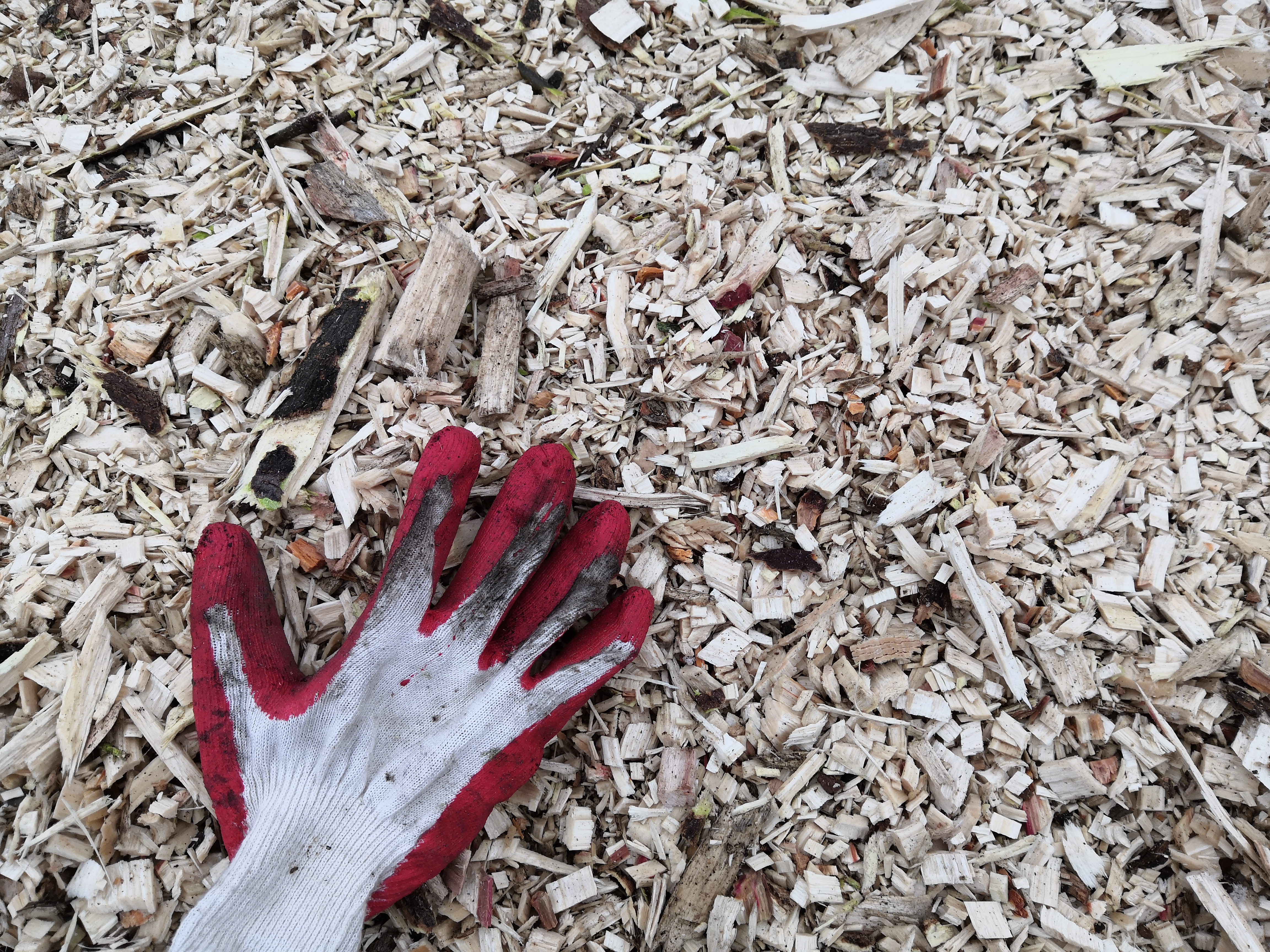
Разнообразние фракции щепы

### Щепа
Размер щепы, получаемой на данных машинах, зависит от многих факторов: сорта древесины, типа исходного сырья, влажности сырья, выступа ножей и т. д. Размер щепы на большинстве машин регулируется. Регулировка размера щепы осуществляется за счет изменения расстояния между кромкой ножа и ножевым диском. При соответствующей регулировке размер щепы, получаемой на данных машинах, соответствует ГОСТ 15815-83. «Щепа технологическая. Технические условия.»
В зависимости от конструкции рубильной машины возможность регулировки размера щепы либо предусмотрена, либо не предусмотрена.

## Барабанные рубильные (рубительные) машины
Обладают большей по сравнению с дисковыми машинами производительностью. При этом и мощность привода требуется большая — очень важный момент в рубильных машинах. Привод машин барабанного типа осуществляется от вала отбора мощности трактора, от собственного дизельного двигателя либо от электромотора. Мощность влияет на: расход топлива, потребление электроэнергии, срок службы машины и т. д. Чем меньше необходимая мощность, тем ниже данные показатели. И зависит она от усилия, затрачиваемого на саму рубку древесины. Усилия, которое передается ножу рубящего барабана. Чем меньшее количество ножей используется, тем больше требуется усилие: рубильная машина на 14 коротких ножей — меньшее усилие; 2 длинных ножа — большее усилие.
Силовой агрегат втягивания практически у всех производителей выполнен в виде двух барабанов с шипами. При этом захват материала происходит практически в зоне рубки, а, следовательно, и древесину необходимо подавать вручную либо манипулятором непосредственно в эту зону. Другая, более эффективная схема (используется на профессиональных машинах) — пара прижимной барабан с шипами сверху и стальная лента с шипами снизу. Достаточно древесину положить на ленту, которая затягивает материал к рубящему барабану.

## Роторные рубильные машины
Рабочий орган данных машин — тяжелый ротор. Обладают большой производительностью. Позволяют переработать древесину диаметром до метра.